# Passail
Passail là một đô thị thuộc huyện Weiz thuộc bang Steiermark, nước Áo. Đô thị Passail có diện tích 13,8 km², dân số thời điểm cuối năm 2005 là 1978 người.